# Space (boîte de nuit)
Pour les articles homonymes, voir Space.
Le Space (actuellement le Hï Ibiza) est une célèbre boite de nuit d'Ibiza. Elle a été nommée Best Global Club (meilleur club du monde) aux International Dance Music Awards en 2005 puis encore en 2006. D'une façon plus générale, elle est considérée comme le club no 1 au monde par les amateurs d'EDM et apparaît à ce titre début 2016 en première place du sondage de DJ Magazine dans « le classement des 100 meilleurs clubs » mondiaux puis pour le classement publié en 2017 alors que le lieu ferme en octobre de l'année précédente. Finalement cette discothèque est classée dans le magazine six fois no 1 en dix ans.

## Présentation
Club de référence ouvert en 1989, il peut accueillir plusieurs milliers de personnes à l'intérieur et environs 700 sur la terrasse en extérieur. La scène principale porte le nom de « Discoteca ». Il y a également un toit-terrasse.
La boite reçoit chaque été nombre de DJ célèbres, tels que Robbie Rivera, Sasha, Sven Väth, Paul Oakenfold, Erick Morillo ou Carl Cox. Ce dernier est d'ailleurs DJ-Résident durant une quinzaine d'années, jusqu'en 2016 à la suite du départ du propriétaire historique de l'établissement, Pepe Rosello. Au fil des années, le club établit de nombreux partenariats avec des promoteurs anglais, ou avec l'organisation de l'Ultra par exemple. « Le Space, le temple mondial des DJ, doté d'un incroyable sound system. Tous les DJ de la planète rêvent de jouer au Space », écrit Cathy Guetta. Le nombre de clients annuel est estimé à 600 000. Il se voit élu six fois comme club no 1 du classement de popularité réalisé par DJ Mag.
Vers 2015, le Space se rapproche commercialement de son voisin d'en face, l'Ushuaïa Ibiza Beach Hotel. Mais à la suite de l'annonce du départ à la retraite de Pepe Rosello, le Space est mis en vente puis acheté par le groupe Matutes, propriétaire de l'Ushuaïa, qui le fait disparaitre à l'issue de la saison d'été 2016 : devant être à l'origine remis en état mais aussi renommé, l'ouverture d'un lieu différent est prévue pour l'année 2017. Le nom bien connu doit être conservé, mais est finalement changé pour « Hï Ibiza ». Quelques années plus tard, un établissement ouvre en Italie sous le même nom, avec l'accord de Pepe Roselló propriétaire de la marque.